# Алессандрини, Лоренца
Лоре́нца Алессандри́ни (итал. Lorenza Alessandrini, род. 6 августа 1990, Милан) — итальянская и французская фигуристка, выступавшая в танцах на льду. В паре с Симоне Ватури она — трёхкратный бронзовый призёр чемпионата Италии (2011, 2012, 2014). В 2014 году образовала пару с французским фигуристом Пьером Суке, с которым стала вице-чемпионкой Франции (2016), участницей чемпионата мира и Европы.
В 2018 году объявила о завершении соревновательной карьеры и начала тренерскую деятельность.

## Карьера
Лоренца Алессандрини долгое время выступала за Италию с Симоне Ватури. Дуэт три раза выигрывал бронзовые медали национального чемпионата. В 2014 году пара распалась. Нового партнёра, которым стал Пьер Суке, Лоренца нашла во Франции и стала выступать за эту страну. В декабре на национальном чемпионате новообразованная пара заняла четвёртое место. В феврале они дебютировали на международной арене на Кубке Баварии.
Сезон 2015/2016 французские танцоры начали в Оберсдорфе на турнире Небельхорн. Первые медали (серебро) они выиграли в октябре 2015 года на Кубке Ниццы. Алессандрини и Суке уверенно завоевали серебряные медали чемпионата Франции 2016 года. В конце января дебютировали на европейском первенстве. Пара выступила неплохо, войдя в число финалистов.
В новом сезоне французская пара снова стартовала на ежегодном турнире в Германии, где ненамного улучшила личный рекорд в произвольном танце и финишировала на седьмой строчке. В середине ноября 2016 года французские танцоры дебютировали в серии Гран-при, выступив домашнем этапе в Париже. Они показали предпоследний результат, но улучшили свои прежние достижения в произвольном танце. В середине декабря приняли участие в очередном чемпионате Франции в Кане, финишировав с бронзовыми медалями. В начале января 2017 года французская пара выступала в Польше на Кубке Торуни. Фигуристы заняли пятое место, при этом они обновили личные рекорды в коротком танце и по сумме баллов. В середине февраля пара выступила в Оберсдорфе на Кубке Баварии, где французские танцоры заняли шестое место. В конце марта французские фигуристы выступали на чемпионате мира в Хельсинки.
Старт сезона 2017/2018 французская пара провела на Finlandia Trophy. Их выступление было не самым удачным, они финишировали в конце турнирной таблицы. Также выступили на Кубке Ниццы и Гран-при Франции. В феврале 2018 года Алессандрини объявила о завершении соревновательной карьеры. Начала работу в качестве тренера и хореографа по фигурному катанию.

## Спортивные достижения

### За Францию
(с Пьером Суке)
| Соревнования                      | 14/15         | 15/16         | 16/17         | 17/18         |
| Международные                     | Международные | Международные | Международные | Международные |
| --------------------------------- | ------------- | ------------- | ------------- | ------------- |
| Чемпионаты мира                   |               |               | 28            |               |
| Чемпионаты Европы                 |               | 20            |               |               |
| Этапы Гран-при: Trophée de France |               |               | 9             | 10            |
| Челленджеры. Finlandia Trophy     |               |               |               | 16            |
| Челленджеры. Nebelhorn Trophy     |               | 8             | 7             |               |
| Челленджеры. Tallinn Trophy       |               | 8             |               | 10            |
| Bavarian Open                     | 5             | 4             | 6             |               |
| Кубок Ниццы                       |               | 2             |               | 11            |
| Santa Claus Cup                   |               | 6             |               |               |
| Torun Cup                         |               |               | 5             |               |
| Национальные                      |               |               |               |               |
| Чемпионаты Франции                | 4             | 2             | 3             |               |

### За Италию
(с Симоне Ватури)
| Соревнования                              | 07/08         | 08/09         | 09/10         | 10/11         | 11/12         | 12/13         | 13/14         |
| Международные                             | Международные | Международные | Международные | Международные | Международные | Международные | Международные |
| ----------------------------------------- | ------------- | ------------- | ------------- | ------------- | ------------- | ------------- | ------------- |
| Чемпионаты мира                           |               |               |               |               | 16            |               |               |
| Чемпионаты Европы                         |               |               |               | 16            |               |               | 19            |
| Этапы Гран-при: NHK Trophy                |               |               |               |               | 5             |               |               |
| Этапы Гран-при: Skate America             |               |               |               |               |               | 6             |               |
| Bavarian Open                             |               |               |               |               |               | 3             |               |
| Кубок Ниццы                               |               |               |               | 2             |               |               | 2             |
| Золотой конёк Загреба                     |               |               |               |               | 5             |               |               |
| Мемориал Ондрея Непелы                    |               |               |               |               | 2             | 2             |               |
| Универсиады                               |               |               |               | 6             |               |               |               |
| Volvo Open Cup                            |               |               |               |               |               |               | 3             |
| Международные среди юниоров               |               |               |               |               |               |               |               |
| Чемпионаты мира среди юниоров             |               | 9             | 5             |               |               |               |               |
| Финалы юниорского Гран-при                |               |               | 7             |               |               |               |               |
| Этапы юниорского Гран-при: Хорватия       | 6             |               |               |               |               |               |               |
| Этапы юниорского Гран-при: Германия       | 6             |               | 2             |               |               |               |               |
| Этапы юниорского Гран-при: Венгрия        |               |               | 3             |               |               |               |               |
| Этапы юниорского Гран-при: Италия         |               | 3             |               |               |               |               |               |
| Этапы юниорского Гран-при: Великобритания |               | 7             |               |               |               |               |               |
| Pavel Roman Memorial                      |               | 1             |               |               |               |               |               |
| Национальные                              |               |               |               |               |               |               |               |
| Чемпионаты Италии                         |               |               |               | 3             | 3             | WD            | 3             |
| Чемпионаты Италии среди юниоров           | 3             | 1             | 1             |               |               |               |               |